# Carmen Sandiego

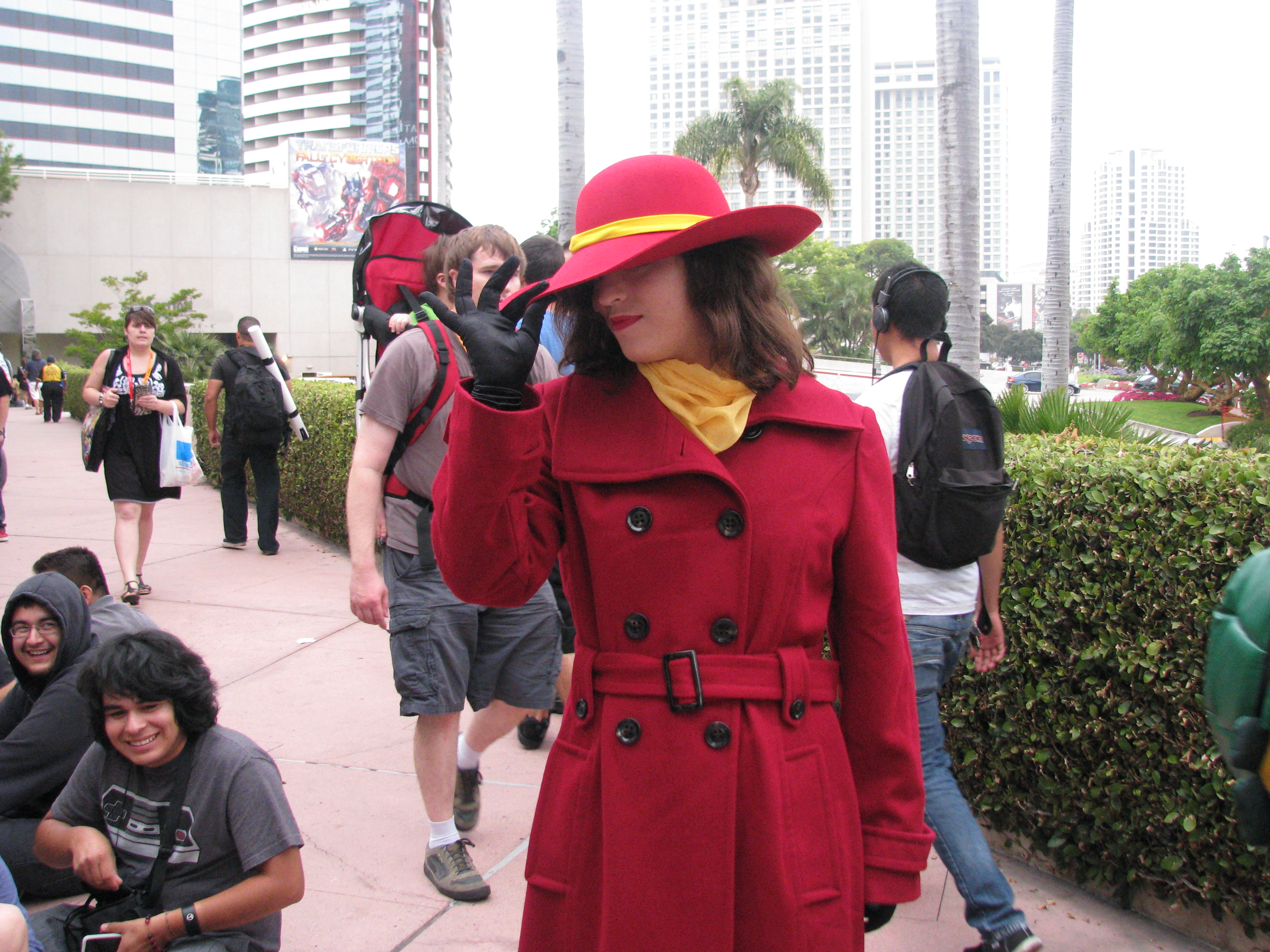
Una cosplayer di Carmen Sandiego

Carmen Sandiego è un media franchise iniziato nel 1985 con una serie di videogiochi educativi della Brøderbund e continuato con numerose opere televisive e letterarie. La protagonista è la sofisticata ladra Carmen Sandiego, capo di un'organizzazione criminale che colpisce in tutto il mondo; da questo si prende spesso spunto per l'insegnamento della geografia.

## Storia
La serie videoludica iniziale ebbe un vasto successo, non solo per l'originalità del gioco al computer, che metteva in competizione i giocatori nel cercare indizi per capire dove si sarebbe svolto il prossimo crimine o dove Carmen sarebbe apparsa successivamente nel mondo per compierlo, ma anche per le sue finalità educative, in quanto forniva importanti informazioni come località, informazioni sociali e storiche sulle città e le nazioni che i giocatori, nei panni degli agenti dell'ACME, si presentavano per investigare. Questo fattore fu determinante per la diffusione del franchise negli Stati Uniti, in quanto nel periodo la National Geographic aveva redatto un rapporto rilevando che un quarto degli statunitensi avevano gravi lacune geografiche (non sapendo addirittura dire dove si trovasse l'Oceano Pacifico o identificare l'allora esistente Unione Sovietica sul mappamondo); ciò portò i professori di diverse istituzioni educative americane a richiedere copie del gioco in questione, resisi conto delle grandi potenzialità del gioco di educare gli alunni e la società americana su diversi temi di cultura generale, in particolare sulla geografia e la cultura dei popoli stranieri, cosa che naturalmente portò il franchise a diventare negli Stati Uniti un cult degli anni '80 e '90.

## Videogiochi
Prodotti da Brøderbund (1985-1998):
- Where in the World Is Carmen Sandiego?
- Where in the U.S.A. Is Carmen Sandiego?
- Where in Europe Is Carmen Sandiego?
- Where in North Dakota Is Carmen Sandiego?
- Where in Time Is Carmen Sandiego?
- Carmen Sandiego in Japan
- Where in America's Past Is Carmen Sandiego?
- Where in Space Is Carmen Sandiego?
- Carmen Sandiego Junior Detective
- Carmen Sandiego Word Detective
- Carmen Sandiego Math Detective

Prodotti da The Learning Company (1999-2012):
- Carmen Sandiego's Think Quick Challenge
- Where in the World Is Carmen Sandiego? Treasures of Knowledge
- Carmen Sandiego: The Secret of the Stolen Drums
- Mais où se Cache Carmen Sandiego? Mystère au Bout du Monde
- Carmen Sandiego Adventures in Math (serie di 5 giochi per Wii)
- The ClueFinders: Mystery Mansion Arcade

Prodotti da Houghton Mifflin Harcourt (2015-):
- Carmen Sandiego Returns

Giochi ufficiali sono apparsi anche per Facebook e Google Earth.

## Televisione
- Where in the World Is Carmen Sandiego?, gioco televisivo del 1991. Ha avuto molte versioni nel mondo. La versione italiana (Che fine ha fatto Carmen Sandiego?) andò in onda dal 1993 la domenica mattina su Raidue, condotta da Mauro Serio e Giorgia Trasselli negli studi di Napoli.
- Where in Time Is Carmen Sandiego?, gioco televisivo del 1996, spinoff del primo
- Dov'è finita Carmen Sandiego? (Where on Earth Is Carmen Sandiego?), serie animata del 1994
- Carmen Sandiego, serie animata del 2019